# Materialismo económico

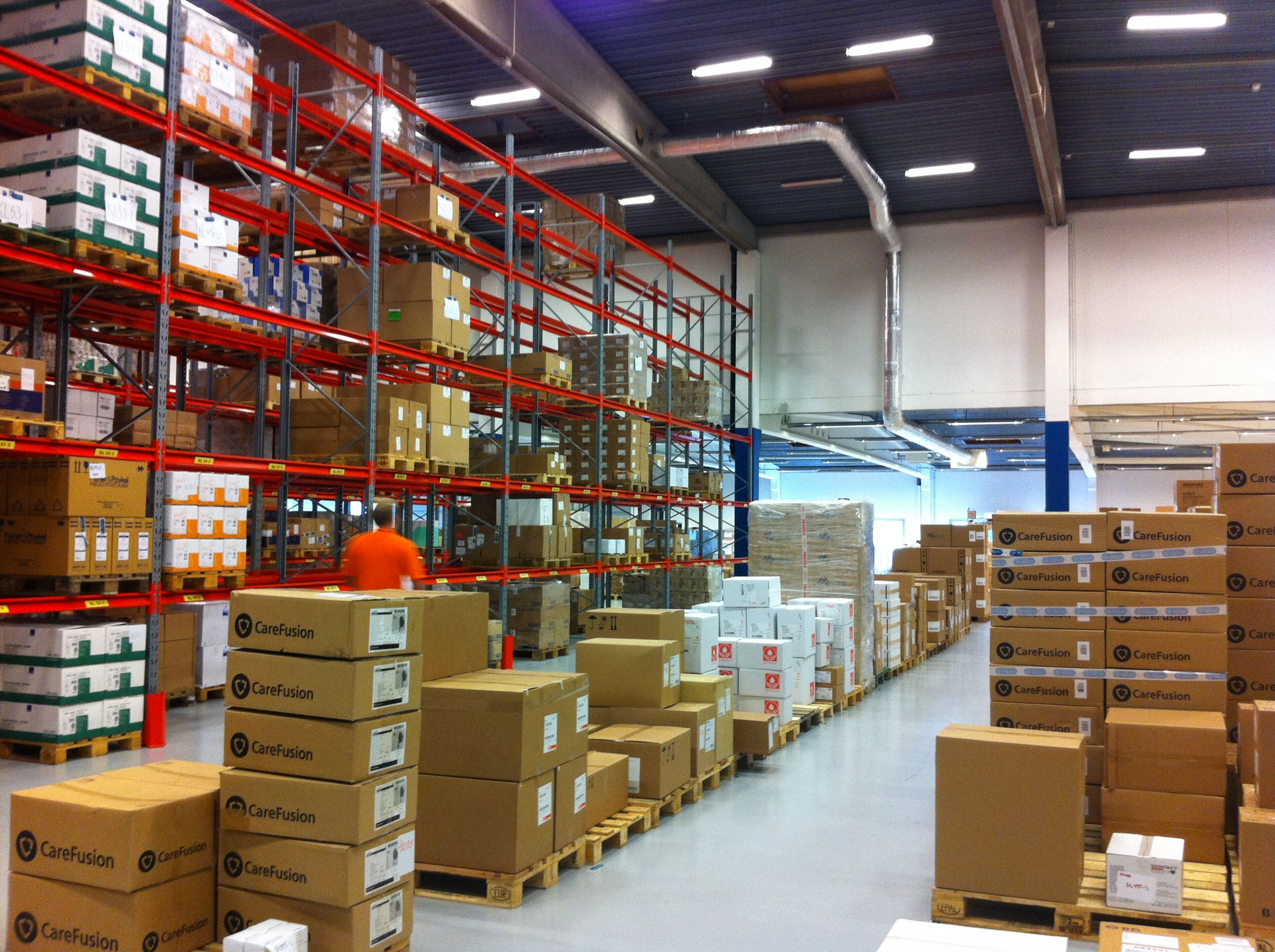
Bens materiais empilhados num armazém

O materialismo económico pode ser descrito como uma atitude pessoal que atribui importância à aquisição e consumo de bens materiais ou como uma análise logística de como os recursos físicos são transformados em produtos consumíveis.
O uso do termo “materialista” para descrever a personalidade de uma pessoa ou de uma sociedade tende a ter uma conotação negativa ou crítica. Também chamada de ganância, é frequentemente associada a um sistema de valores que considera o estatuto social determinado pela riqueza (ver consumo conspícuo), bem como pela crença de que as posses podem proporcionar felicidade. O ambientalismo pode ser considerado uma orientação concorrente em relação ao materialismo.
A definição de materialismo coincide com como e porque os recursos para extrair e criar o objeto material são formados logisticamente. O "materialismo do sucesso" pode ser considerado uma forma pragmática de interesse próprio iluminado, baseado numa compreensão prudente do caráter da economia e da sociedade orientadas para o mercado.

## Definição
A investigação do consumidor normalmente olha para o materialismo de duas formas: uma como uma coleção de traços de personalidade; e a outra como uma crença ou valor duradouro.

### Materialismo como um traço de personalidade
Russell W. Belk concetualiza o materialismo incluindo três traços de personalidade originais:
- Não generosidade – falta de vontade de dar ou partilhar bens com outras pessoas.
- Inveja – desejo pelas posses de outras pessoas.
- Possessividade – preocupação com a perda de bens e desejo de maior controlo da propriedade.

### Materialismo como um valor
A centralidade aquisitiva ocorre quando a aquisição de possessões materiais funciona como um objetivo central de vida com a crença de que os bens são a chave para a felicidade e que o sucesso pode ser julgado pela riqueza material de uma pessoa e pela qualidade e preço dos bens materiais que ela ou ele pode comprar.

## Crescente materialismo no mundo ocidental
No mundo ocidental, existe uma tendência crescente de aumento do materialismo em reação ao descontentamento. Investigações realizadas nos Estados Unidos mostram que as recentes gerações estão se a concentrar mais no dinheiro, na imagem e na fama do que nunca, especialmente desde as gerações dos Baby Boomers e da Geração X.
Numa sondagem com americanos, mais de 7% disseram que considerariam seriamente assassinar alguém por 3 milhões de dólares e 65% dos entrevistados disseram que passariam um ano numa ilha deserta para ganhar 1 milhão de dólares.
Uma sondagem realizada pela Universidade da Califórnia e pelo Conselho Americano de Educação com 250 mil novos estudantes universitários descobriu que a principal razão para frequentar a faculdade era obter riqueza material. Da década de 1970 até ao final da década de 1990, a percentagem de estudantes que afirmaram que o principal motivo para ir para a faculdade era desenvolver uma filosofia de vida significativa caiu de 73% para 44%, enquanto que o propósito de obter ganhos financeiros aumentou de cerca de 44% para 75%.

## Materialismo e felicidade

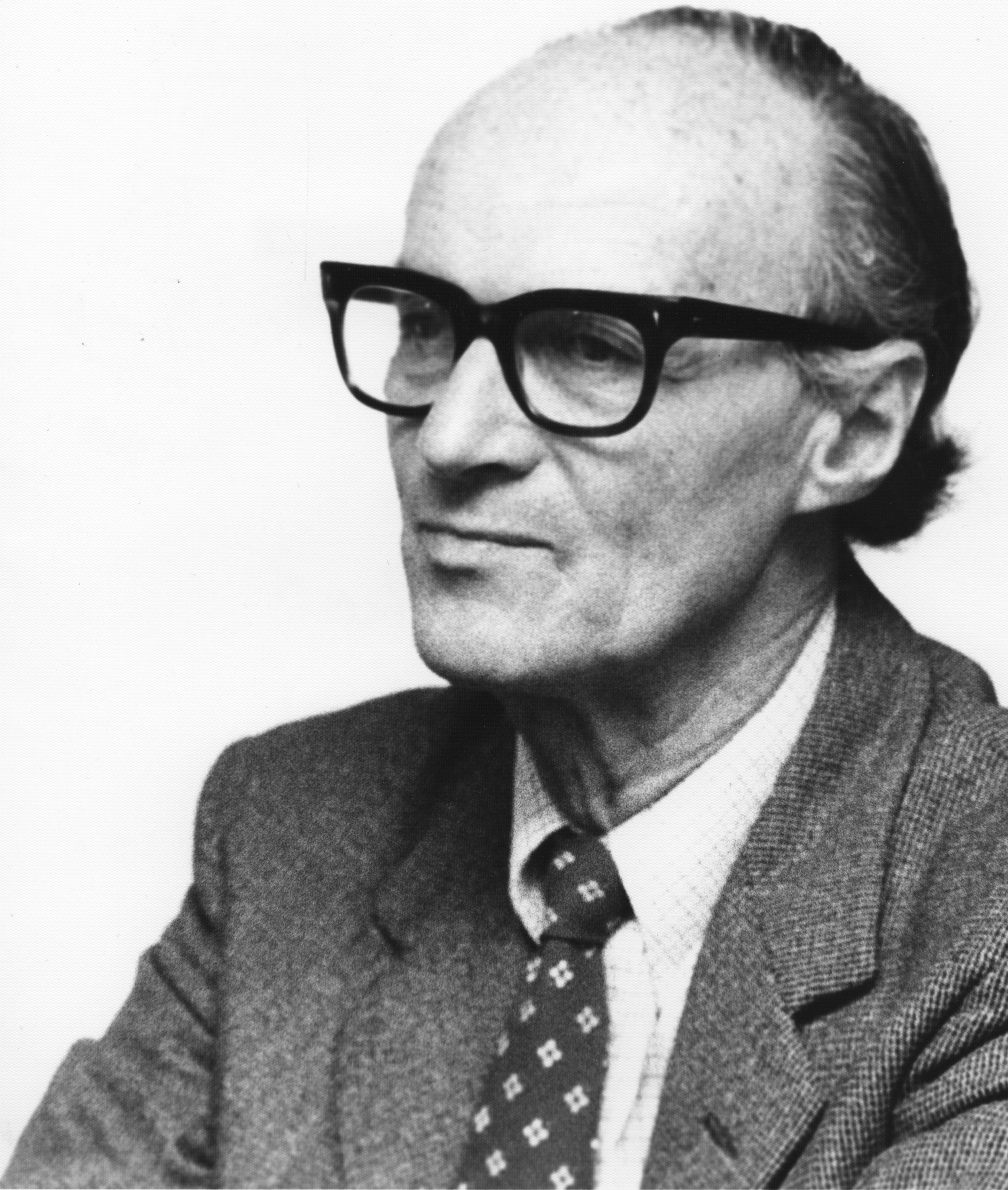
Tibor Scitovsky

Uma série de estudos observou uma correlação entre materialismo e infelicidade. Estudos realizados nos Estados Unidos concluíram que um aumento da riqueza material e dos bens no país teve pouco ou nenhum efeito no bem-estar e na felicidade dos seus cidadãos. Tibor Scitovsky denominou isso de “economia sem alegria”, na qual as pessoas buscam incessantemente o conforto em detrimento dos prazeres.
Utilizando duas medidas de bem-estar subjetivo, um estudo descobriu que o materialismo estava negativamente relacionado com a felicidade, o que significa que as pessoas que tendiam a ser mais materialistas também eram menos felizes consigo mesmas e com as suas vidas. Quando as pessoas sentem muito prazer em comprar coisas e acreditam que adquirir bens materiais são objetivos importantes na vida, elas tendem a ter índices mais baixos de satisfação com a vida. O materialismo também correlaciona-se positivamente com problemas psicológicos mais sérios, como depressão, narcisismo e paranoia.
No entanto, a relação entre materialismo e felicidade é mais complexa. A direção do relacionamento pode ir em ambos os sentidos. O materialismo individual pode causar diminuição do bem-estar ou níveis mais baixos de bem-estar podem fazer com que as pessoas sejam mais materialistas num esforço para obter gratificação externa.
Em muitas culturas do Leste Asiático, a relação entre materialismo, felicidade e bem-estar está associada a sentimentos neutros ou positivos. Na China, o materialismo é frequentemente motivado por e através de relações sociais, como famílias ou aldeias, em vez de uma busca individualista de riqueza. Isto sugere que o materialismo em culturas interdependentes e orientadas para a comunidade, como na China e no Japão, pode melhorar o bem-estar e a felicidade, em vez de prejudicá-los. No entanto, mesmo em culturas independentes, as pessoas com motivos sociais para adquirir riqueza podem ver o materialismo de forma positiva, indicando que a relação entre materialismo e felicidade é mais complexa do que as diferenças culturais.
Em vez disso, investigações mostram que as compras feitas com a intenção de adquirir experiências de vida, como sair de férias com a família, deixam as pessoas mais felizes do que as compras feitas para adquirir bens materiais, como um carro caro. Só de pensar em compras experienciais deixa as pessoas mais felizes do que pensar em compras materiais. Uma sondagem realizada por investigadores da Faculdade de Administração da Universidade de Binghamton encontrou diferenças entre o que é chamado de “materialismo do sucesso” e “materialismo da felicidade”. As pessoas que veem o materialismo como uma fonte de sucesso tendem a estar mais motivadas a trabalhar arduamente e a ter sucesso, a fim de tornar as suas vidas melhores, em oposição às pessoas que veem o materialismo como uma fonte de felicidade. No entanto, nenhuma das mentalidades leva em conta outros fatores, como renda ou estatuto, que podem afetar a felicidade.